# Кристоф Ламбер
Кристо̀ф Ги Денѝ Ламбѐр (на френски: Christophe Guy Denis Lambert, на английски: Christopher Lambert, Крѝстофър Ла̀мбърт) е френско-американски актьор (има френско и американско гражданство).

## Биография

### Ранни години
Роден е на 29 март 1957 г. в Лонг Айлънд, щат Ню Йорк, САЩ, в семейството на френски дипломат.
Като малък постоянно сменя училищата, защото много пътува, следвайки баща си по света. Завършва средното си образование в Женева. Отбива военна служба за една година във френската армия. Опитва да угоди на родителите си, като се занимава за известно време с финанси, но това не му харесва и решава да учи драматургия в Парижката консерватория, но я посещава само година.

### Филмова кариера

#### Първи изяви
В киното дебютира в началото на 80-те години с малки роли във френски филми („Ciao, les mecs“, 1979, „Le bar du telephone“, 1980, „Asphalte“, 1981). От 1981 г. започва да се снима в по-големи продукции, като „Une sale affaire“ (1981) „Putain d'histoire d'amoure“ (1981), но и те не го правят известен.

#### Пробив
През 1984 г. Кристоф Ламбер получава първата си голяма роля във филма на Хю Хъдзън „Тарзан от рода Грейстоук“ по книгата на Едгар Райс Бъроуз. Филмът е възприет много добре и името на Ламбер започва да се споменава все по-често. Със следващата си роля в „Метро“ (Subway) (1985) на Люк Бесон той изведнъж си спечелва световна известност, като за превъплъщението си в образа на Фред получава награда Сезар (френският еквивалент на „Оскар“). Следват роли в „Шотландски боец“ (Highlander), в който си партнира с Шон Конъри, „Сицилианецът“ (1987) на Майкъл Чимино и „Да убиеш свещеник“ (1988) на Агнешка Холанд, „Аз те обичам“ (1986) на Марко Ферери, „Ход с коня“ (1991), „Макс и Джеръми“ (1992), „Северна звезда“ (1996), „Арлет“ (1996) и др.

### Други
Освен като актьор, Ламбер се изявява и като певец и продуцент. Основател е на две кинокомпании.
Дълго време е женен за американската киноактриса Даян Лейн, с която се развежда през 1995 г. От брака си с нея има дъщеря.

## Избрана филмография

### Актьор
- Дните ми на слава (2019)
- Бел канто (2018)
- Кикбоксьор: Възмездие (2018)
- Счупеният ключ (2017)

- Аве, Цезаре! (2016)
- Черният списък (2013, сериал)
- Призрачен ездач 2: Духът на отмъщението (2011)
- Чужденецът (2012)
- Окървавен (2011)
- Разкази от Древната империя (2010)
- Картахена (2009)
- Изчезналата от Довил (2007)
- Годината на дивия заек (2006)
- Южняшки истории (2006)
- Далида (2005)
- Твой образ и подобие (2004)
- Абсолон (2003)
- Кървава симфония (2002)
- Мокра поръчка (2001)
- Беоулф (1999)
- Крепост 2: Отново зад решетките (1999)
- Нирвана (1997)
- Адреналин (1996)
- Северна звезда (1996)
- Преследван (1995)
- Смъртоносна битка (1995)
- Шотландски боец 3 (1994)
- Цвете на пътя (1994)
- Заредено оръжие 1 (1993)
- Шотландски боец (1992, сериал)
- Шотландски боец 2 (1991)
- Сицилианецът (1987)
- Шотландски боец (1986)
- Тарзан от рода Грейстоук (1984)

### Продуцент
- Люси (2014)